# تانک سنچوریون
تانک سنچوریون (به انگلیسی: Centurion tank) اولین تانک جنگی بریتانیا بعد از جنگ جهانی بود که برای دهه‌های بعد از جنگ جهانی، تانک موفقی بوده‌است. این موفقیت به‌طور عمده ناشی از وضعیت زره پوشی و ارتقاهایی است که نسبت به تانک‌های قبلی در آن دیده می‌شود.
معنای لاتین این واژه در روم باستان به معنای فرمانده یکصد نفر بوده است.

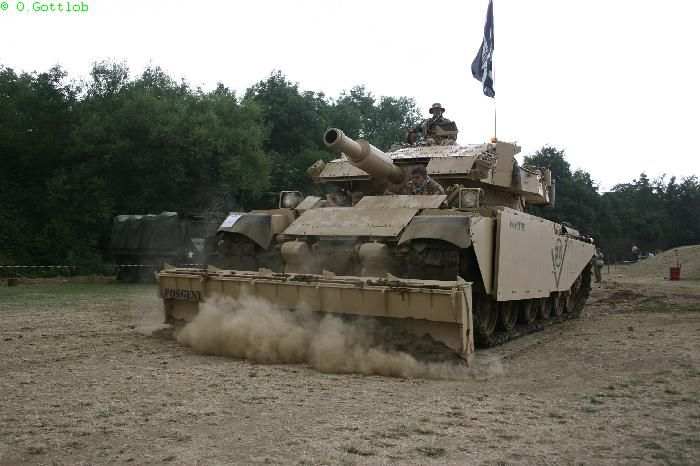
تانک سنچوریون
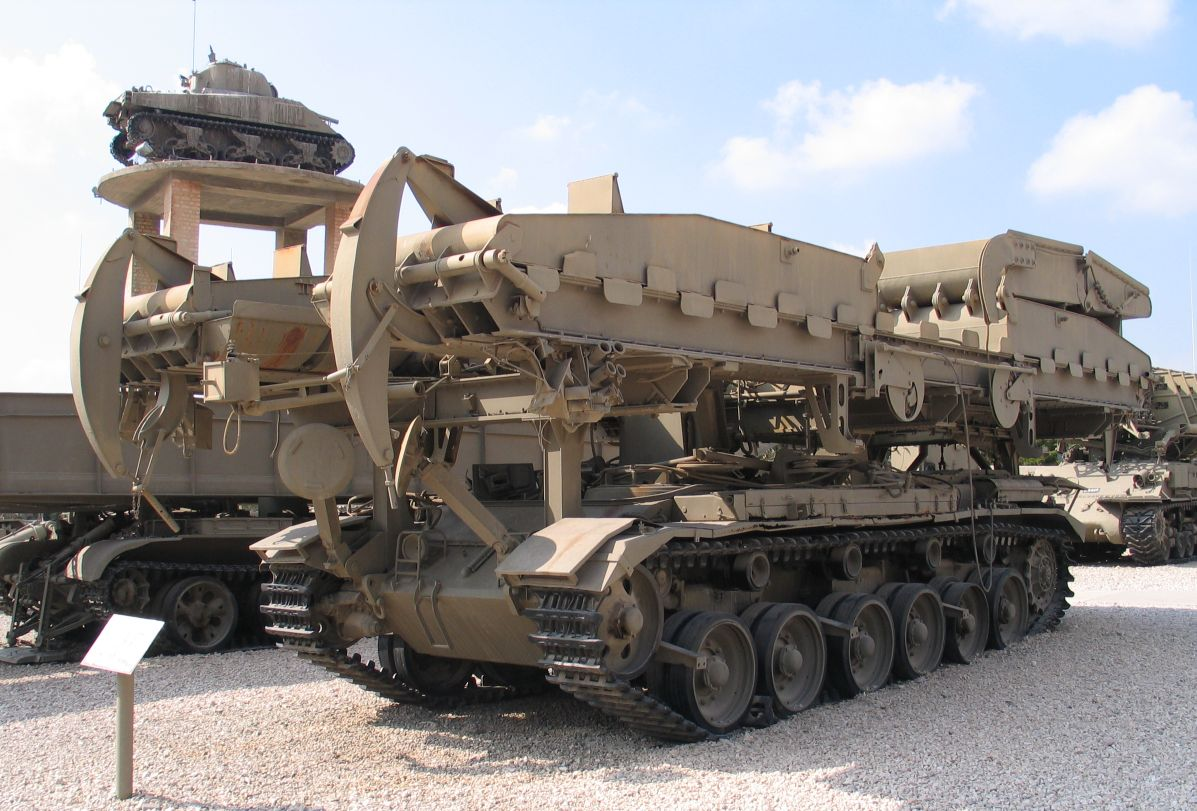
Centurion ARK
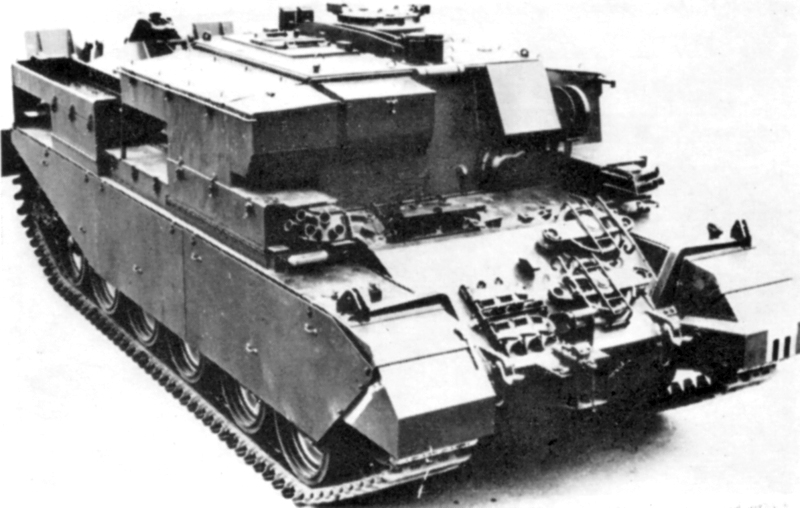
Centurion ARV Mk 2